# Zsujta
Zsujta là một thị trấn thuộc hạt Borsod-Abaúj-Zemplén, Hungary. Thị trấn này có diện tích 6,77 km², dân số năm 2010 là 169 người, mật độ 25 người/km².